# Prvenstvo Jugoslavije u hokeju na travi 1953.
Jugoslavensko prvenstvo u hokeju na travi za 1953. godinu je osvojio četvrti put u nizu Jedinstvo iz Zagreba.

## Ljestvica
| mj. | klub               | ut. | pob. | rem. | por. | po.g | pr.g | bod |
| --- | ------------------ | --- | ---- | ---- | ---- | ---- | ---- | --- |
| 1.  | Jedinstvo Zagreb   | 3   | 3    | 0    | 0    | 7    | 2    | 6   |
| 2.  | Čukarički Beograd  | 3   | 2    | 0    | 1    | 5    | 1    | 4   |
| 3.  | Rade Končar Zagreb | 3   | 2    | 0    | 1    | 8    | 3    | 4   |
| 4.  | Ilirija Ljubljana  | 3   | 0    | 0    | 3    | 0    | 14   | 0   |